# Italská opera

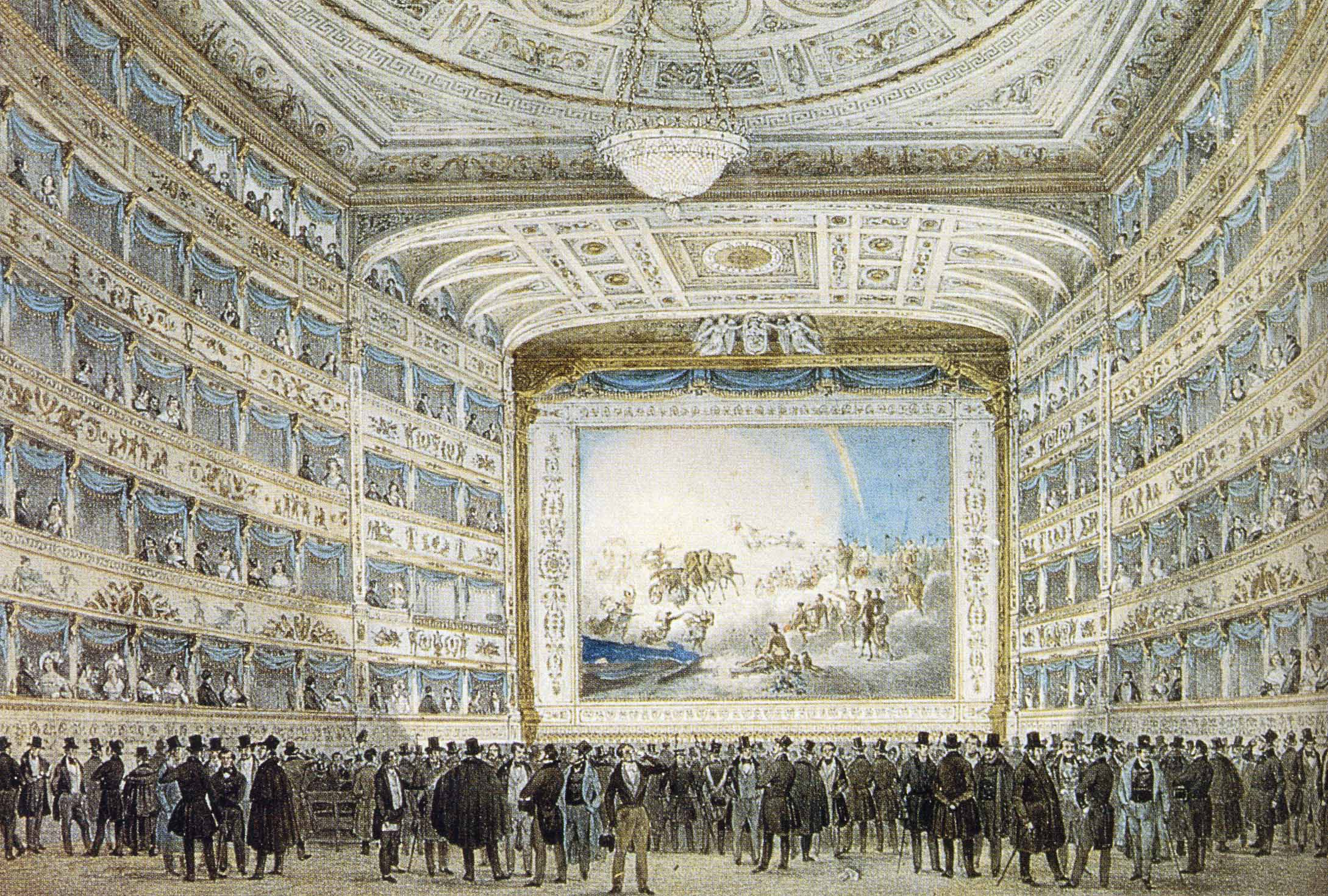
Interiér benátského operního divadla La Fenice, rok 1837. Benátky společně s Florencií a Římem, byly jednou z kolébek italské opery.

Italská opera je hudební jevištní vokální žánr a zároveň fenomén, který se z renesanční Itálie 16. století postupně rozšířil do dalších zemí tehdejší Evropy.
S italskou operou je úzce spjat pojem belcanto (či bel canto, belkanto), „krásný zpěv“ typický druh pěvecké techniky.

## Historie

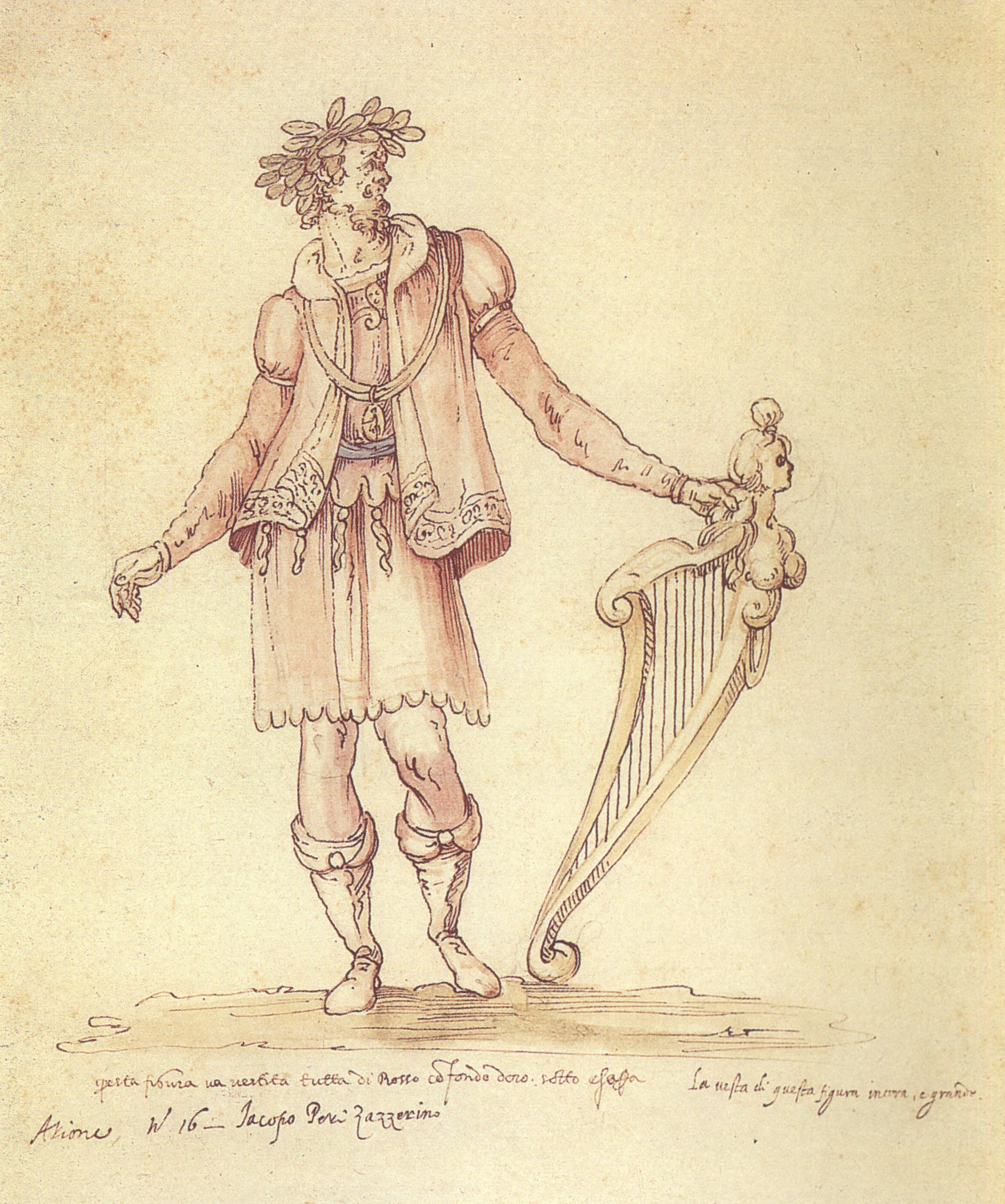
Jacopo Peri, tvůrce první opery Dafne

### Počátky italské opery
Počátky opery leží v Itálii konce 16. století. Vůbec nejstarším dílem považovaným za operu je Dafne skladatele Jacopa Periho, jednoho ze členů Florentské cameraty. Skladba byla uvedena ve Florencii kolem roku 1597, její podoba se však zřejmě nedochovala. Týž skladatel byl také autorem první dochované opery, Euridice.
Samotný název žánru „opera“ je italský výraz (opera in musica = hudební dílo) a poprvé byl použit v Benátkách roku 1639 v souvislosti s uvedením díla Le nozze di Teti e di Peleo Francesca Cavalliho.
Z Itálie se opera šířila do dalších zemí Evropy. Zpočátku ve Francii, kam byl pozván Ital Giovanni Battista Lulli, naturalizovaný ve Francii jako Jean-Baptiste Lully, který stál u zrodu francouzské opery. I přes silnou francouzskou operní školu, která také ovlivnila autory v dalších zemích, však dlouho do 18. století zůstávala vedoucí zemí opery Itálie.

## Italská opera vobdobí baroka
Mezi nejvýznamnější místa vzniku italských oper byla Neapol. Zdejší operní škola byla velice plodná. Mezi tvůrce tohoto období patřili Giovanni Battista Pergolesi,

### Italská opera včeských zemích
Ani Země Koruny české nebyly výjimkou. Italská barokní opera se do českých zemí dostala především zásluhou hudbymilovné české a zejména moravské šlechty. Benátský zpěvák a impresário Antonio Denzio, do Prahy přivezl šest oper Antonia Vivaldiho, které byly uvedeny ve šlechtickém divadle hraběte Šporka. Dvě z těchto oper byly zkomponovány přímo pro Prahu: (Argippo, podzim 1730, a pasticcio Alvilda, regina dei Goti (jaro 1731) a představení zřejmě řídil sám autor.
Dalším velmi významným centrem barokní opery v českých zemích, respektive na Moravě byly některé šlechtické zámky:
- Jaroměřice nad Rokytnou - hrabě Jan Adam z Questenberka byl nadšeným mecenášem hudebníků a hudebních tvůrců. V Jaroměřicích v roce 1730 také vznikla první česká opera (dramma per musica) s názvem L'origine di Jaromeritz in Moravia Hudbu napsal český skladatel František Antonín Míča. Opera zazněla nejprve v italštině a záhy byla provedena také v českém překladu "O původu Jaroměřic" Antonína Ferdinanda Dubravia.[1] V Jaroměřicích se také opera udržela ze všech moravských zámků nejdéle.

- Holešov
- Arcibiskupský zámek v Kroměříži
- Mikulov
- Náměšť nad Oslavou
- Hospital Kuks

## Italská opera vobdobí klasicismu
Koncem 18. století se začal prosazovat vliv německy hovořících skladatelů. Na tzv. Gluckovu reformu italské „opery seria“ ze 60. let navázal Wolfgang Amadeus Mozart, jeden z největších operních skladatelů té doby. Jeho opera Don Giovanni je považována za jedno z nejlepších děl operní tvorby.
- Josef Mysliveček, zvaný Il divino boemo, český autor působící v Itálii, vytvořil 26 vážných oper. Jeho hudební styl měl zásadní vliv na operní tvorbu Wolfganga Amadea Mozarta.
- Antonio Salieri, působil jako italský dvorní skladatel u dvora císaře Josefa II. ve Vídni.

Velkou část svých oper na italská libreta napsal také Wolfgang Amadeus Mozart (Mitridate, re di Ponto, La clemenza di Tito, Don Giovanni, Le nozze di Figaro, Così fan tutte)
Jedním z nejvýznamnějších autorů libret byl Ital Pietro Metastasio.

## Verismus – zlatý věk italské opery
V opeře první třetiny 19. století vyvrcholil operní styl belcanto, reprezentovaný autory jako Gioacchino Rossini, Gaetano Donizetti a Vincenzo Bellini, a zároveň vznikla tradice „velké opery“ (grand opera), spojené se jménem Giacoma Meyerbeera. Za vrchol italské opery je však chápáno období verismu, resp. generace skladatelů nazývaných veristé. Tento výraz pochází od italského slova vero (pravdivý, opravdový, skutečný), či verità (pravda). Konec 19. a začátek 20. století poznamenal vliv italského verismu a rozvoj nových harmonických postupů. K významným operním skladatelům patřili Giacomo Puccini.
Následující „zlatý věk“ opery kolem poloviny 19. století, kdy působili italští skladatelé Ruggero Leoncavallo, Vincenzo Bellini, Giuseppe Verdi, přinesl rovněž vznik dalších národních operních tradic mimo klasické země opery.